# Campionati mondiali di ginnastica ritmica 2010
I XXX Campionati mondiali di ginnastica ritmica si sono svolti a Mosca, in Russia, dal 20 al 26 settembre 2010.
Tutte le competizioni si sono svolte nella Moscow Arena di Mosca.

## Podi
| Evento             | Oro              | Performance | Argento          | Performance | Bronzo            | Performance |
| Individuale        | Individuale      | Individuale | Individuale      | Individuale | Individuale       | Individuale |
| ------------------ | ---------------- | ----------- | ---------------- | ----------- | ----------------- | ----------- |
| Fune               | Dar'ja Kondakova | 28,825      | Evgenija Kanaeva | 28,750      | Melicina Stanjuta | 28,050      |
| Cerchio            | Evgenija Kanaeva | 29,200      | Dar'ja Kondakova | 28,900      | Alija Garaeva     | 27,675      |
| Palla              | Evgenija Kanaeva | 28,700      | Dar'ja Kondakova | 28,650      | Alija Garaeva     | 27,550      |
| Nastro             | Dar'ja Dmitrieva | 28,750      | Dar'ja Kondakova | 28,600      | Alija Garaeva     | 27,650      |
| Completo           | Evgenija Kanaeva | 116,250     | Dar'ja Kondakova | 113,825     | Melicina Stanjuta | 110,350     |
| A squadre          |                  |             |                  |             |                   |             |
| Cerchi             | Russia           | 27,975      | Italia           | 27,875      | Bulgaria          | 27,100      |
| Funi e nastri      | Russia           | 28,050      | Italia           | 27,900      | Bielorussia       | 27,150      |
| Completo           | Italia           | 55,525      | Bielorussia      | 54,800      | Russia            | 52,425      |
| Concorso a squadre | Russia           | 284,925     | Bielorussia      | 269,700     | Azerbaigian       | 265,225     |

## Medagliere
| Posizione | Paese       | Oro | Argento | Bronzo | Totale |
| --------- | ----------- | --- | ------- | ------ | ------ |
| 1         | Russia      | 8   | 5       | 1      | 14     |
| 2         | Italia      | 1   | 2       | 0      | 3      |
| 3         | Bielorussia | 0   | 2       | 3      | 5      |
| 4         | Azerbaigian | 0   | 0       | 4      | 4      |
| 5         | Bulgaria    | 0   | 0       | 1      | 1      |
| Totale    | Totale      | 9   | 9       | 9      | 27     |